# Domne (metge grec)
Domne (Domnus, Δόμνος) fou un metge grec que va treballar a Constantinoble al segle iv. Va morir en temps d'una plaga segons el relat que fa Sant Efraïm Sir (Ephraem Syrus).